# W. G. Windham
W. G. Windham war ein britischer Hersteller von Automobilen und Karosserien.

## Unternehmensgeschichte
Captain W. G. Windham aus London war bereits einige Jahre im Automobilbereich tätig. So nahm er 1896 am Emancipation Run, heute bekannt als London to Brighton Veteran Car Run, teil. Später stellte er in seinem Unternehmen Karosserien her. Die sogenannten Sliding Detachable Motor Bodies waren abnehmbar und austauschbar. Fahrgestelle von Mercedes und Renault sind überliefert. 1906 begann die Produktion von Automobilen. Der Markenname lautete Windham. Im gleichen Jahr endete die Produktion.

## Automobile
Das einzige Modell war der 20/30 HP. Ein Vierzylindermotor trieb die Fahrzeuge an. Die Karosserie war als Tourenwagen ausgeführt.